# St. Peter und Paul (Irsee)

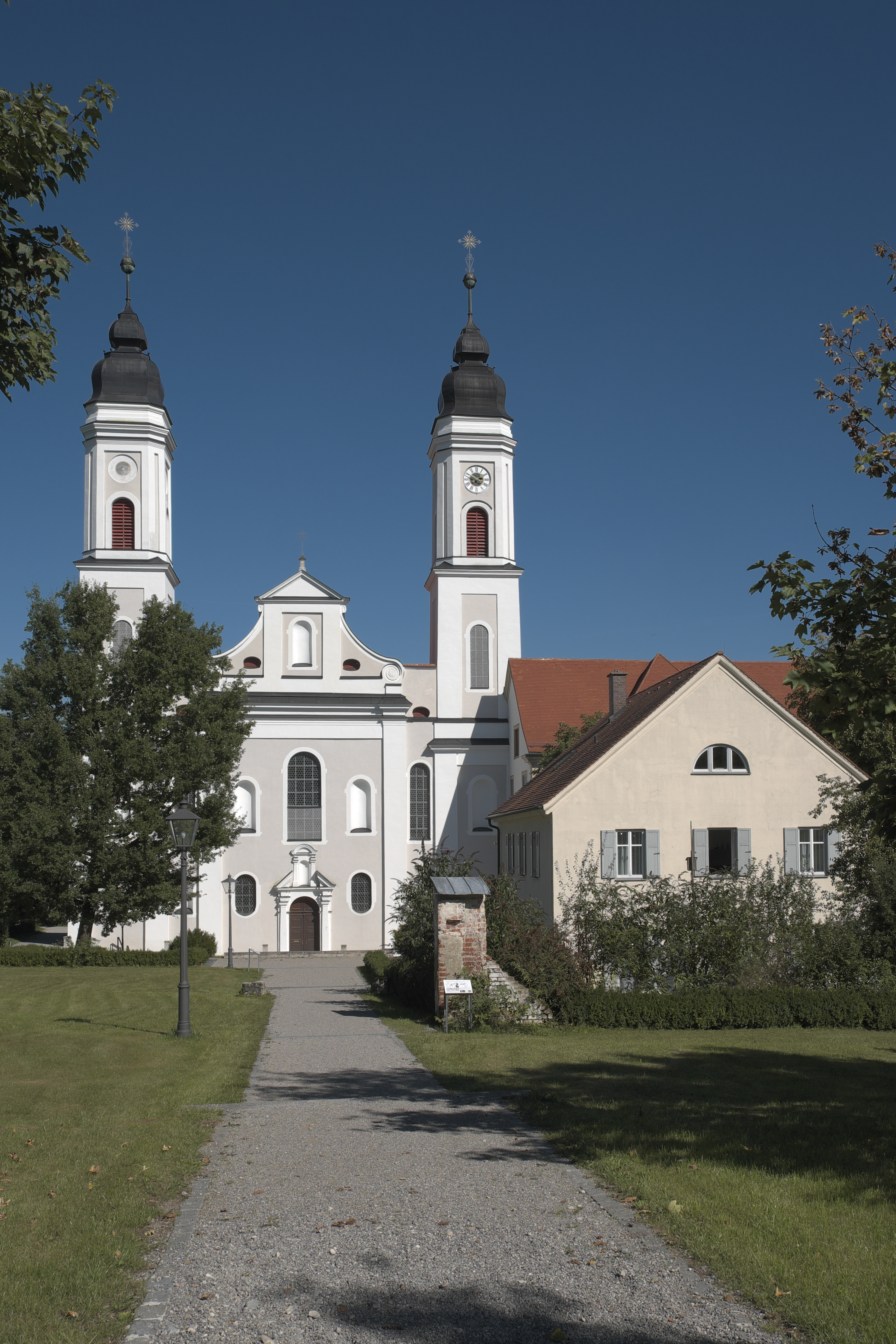
Klosterkirche in Irsee

Die ehemalige Klosterkirche St. Peter und Paul in Irsee, einer Gemeinde im Landkreis Ostallgäu im bayerischen Regierungsbezirk Schwaben, wurde um das Jahr 1700 für das einstige Benediktinerkloster Irsee errichtet. Die Kirche mit den Patrozinien Mariä Himmelfahrt und Peter und Paul wird heute als katholische Pfarrkirche genutzt. Die Kirche gehört mit den ehemaligen Klostergebäuden zu den geschützten Baudenkmälern in Bayern.

## Geschichte
Nach der Überlieferung wurde in der Einsiedelei auf dem Eiberg, an der Stelle der heutigen Kapelle St. Nikolaus, im Jahr 1182 ein Kloster gegründet und eine erste Kapelle errichtet. Auf Betreiben des Markgrafen Heinrich von Ursin-Ronsberg wurde das Kloster den Benediktinern von St. Georg in Isny im Allgäu im heutigen Baden-Württemberg unterstellt. Heinrich von Ursin-Ronsberg überließ den Mönchen den Burgstall Irsee, die aufgegebene Stammburg der Herren von Ursin, die auf einer Anhöhe lag, auf der im 15. Jahrhundert die ehemalige Irseer Pfarrkirche St. Stephan erbaut wurde.
Wegen der schwierigen Wasserversorgung auf dem Burgberg ließen sich die Mönche bereits ab dem Jahr 1187 im Tal, am heutigen Standort des Klosters, nieder. Dort weihte der Bischof von Augsburg Udalschalk im Jahr 1195 eine neue Kirche, in der viele Wohltäter des Klosters bestattet wurden. Im Jahr 1525, während des Bauernkrieges, wurde die mittelalterliche dreischiffige Basilika abgebrannt und in den folgenden zehn Jahren wieder aufgebaut.
Nach dem Einsturz des Turmes, der den Chor unter sich begraben und das Langhaus beschädigt hatte, wurde zwischen 1699 und 1702 durch den aus Vorarlberg stammenden Baumeister Franz Beer eine neue Kirche im Stil des Barock errichtet. Den Stuckdekor führte der zur Wessobrunner Schule gehörende Joseph Schmuzer aus. Im Jahr 1704 wurde die neue Kirche geweiht. Nach der Aufhebung des Klosters im Zuge der Säkularisation im Jahr 1802 wurde die ehemalige Klosterkirche als Pfarrkirche genutzt. Der Chor der ehemaligen Pfarrkirche St. Stephan, deren Langhaus abgebrochen wurde, dient seitdem als Friedhofskirche.

## Architektur

### Außenbau
Die Westfassade rahmen zwei dreigeschossige Türme mit hohen, quadratischen Untergeschossen und oktogonalem Aufbau, denen 1754 geschwungene, tief eingeschnürte Hauben aufgesetzt wurden. Ein Volutengiebel über einem kräftig profilierten Traufgesims schließt die Fassade ab, das Hauptportal ist in eine Ädikula mit leerer Figurennische eingeschnitten. Breite Lisenen gliedern den Außenbau, die Längsseiten werden von doppelten Fensterreihen durchbrochen. Die risalitartig vorspringenden Querhausarme werden ebenfalls von Volutengiebeln bekrönt.

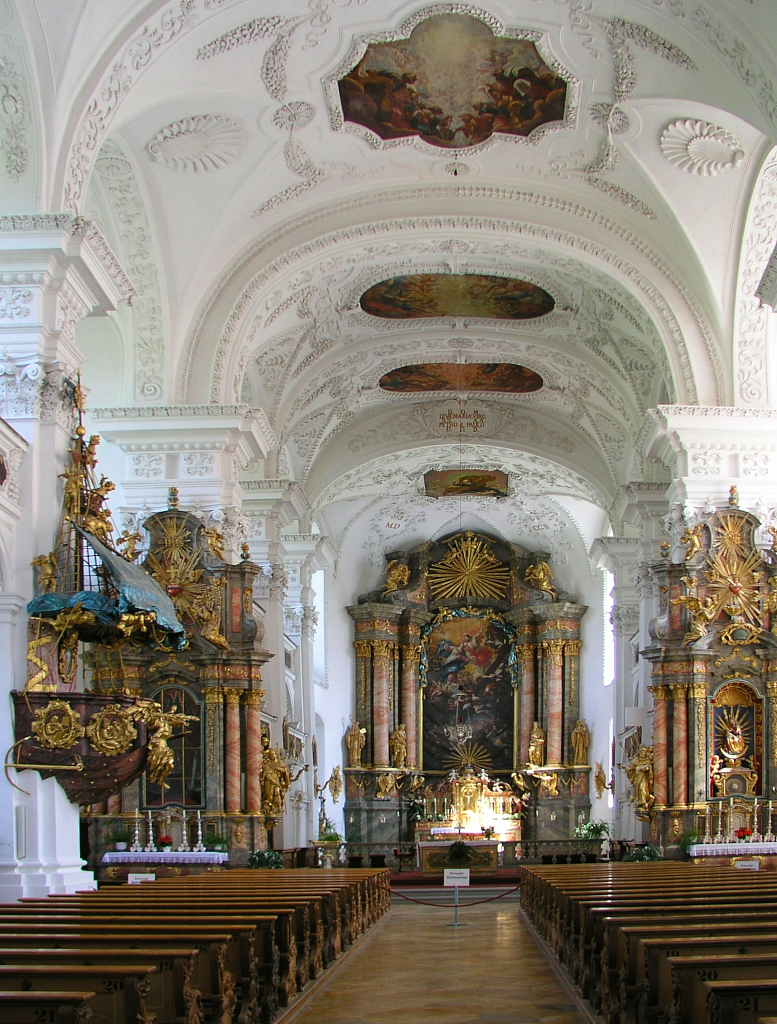
Innenraum

### Innenraum
Die Irseer Klosterkirche ist eine fünfjochige Wandpfeilerkirche mit zweigeschossigem Aufriss. Das Langhaus wird von einer mächtigen, von Gurtbögen unterfangenen Stichkappentonne überwölbt. An den Längsseiten öffnen sich zwischen den kräftigen, mit Pilastern besetzten Pfeilern kleine, von Quertonnen überwölbte Kapellen, über denen Emporen verlaufen. Den westlichen Abschluss bildet eine Vorhalle, auf der eine ausladende Empore aufliegt, in der in den Jahren 1752 bis 1754 die Orgel und das Chorgestühl aus dem Hochaltarraum eingebaut wurden. An das östliche, zu einem Querhaus erweiterte Joch schließt sich der eingezogene, zweijochige Chor mit halbrunder Apsis an. Zu beiden Seiten des Chors öffnen sich Sakristeiräume mit darüber liegenden Oratorien.

## Stuck
Der um 1702/03 von Joseph Schmuzer ausgeführte Stuckdekor gilt als seine erste eigenständige Arbeit. Im Langhaus ist der Stuck weitgehend original erhalten, im Chor musste er wegen Wasserschäden bei der Renovierung im Jahr 1950 vollständig erneuert werden. Die Stuckaturen sind in reinem Weiß gehalten und auf weißem Grund angebracht. Häufige Motive sind Fruchtgehänge, Akanthus, Lorbeer- und Eichenblätter, Rosetten und geflügelte Engelsköpfe.
Am Bogen zwischen Chor und Apsis rahmt eine Kartusche die Weihinschrift „D. O. M. DIVAE MARIAE VIRG S.S. A.A. PETRO & PAULO D. D. D.“ (Die Kirche ist Gott, dem Allerhöchsten, der göttlichen Jungfrau Maria, den heiligen Aposteln Petrus und Paulus geschenkt, gewidmet, geweiht). Ein geflügelter Engelskopf bekrönt die Kartusche, aus der seitlich Füllhörner und Akanthusranken erwachsen.
Die Pilastervorlagen der Wandpfeiler sind mit Kapitellen ausgestattet, die mit Voluten und stilisierten Blättern verziert sind. Die Gebälkstücke sind mit Blatt-, Perl- und Eierstabfriesen versehen.

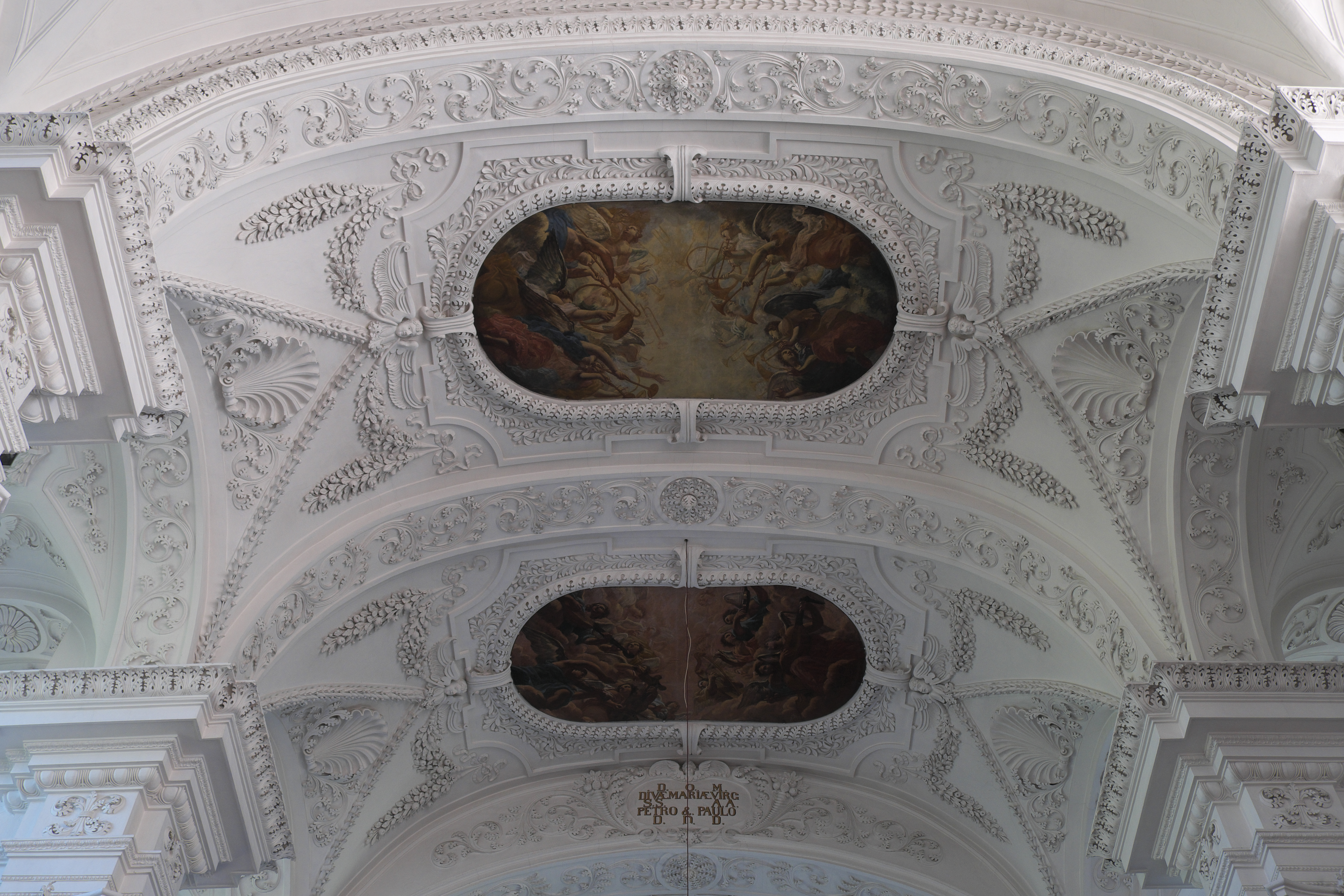
Stuckdekor mit der Darstellung musizierender Engel
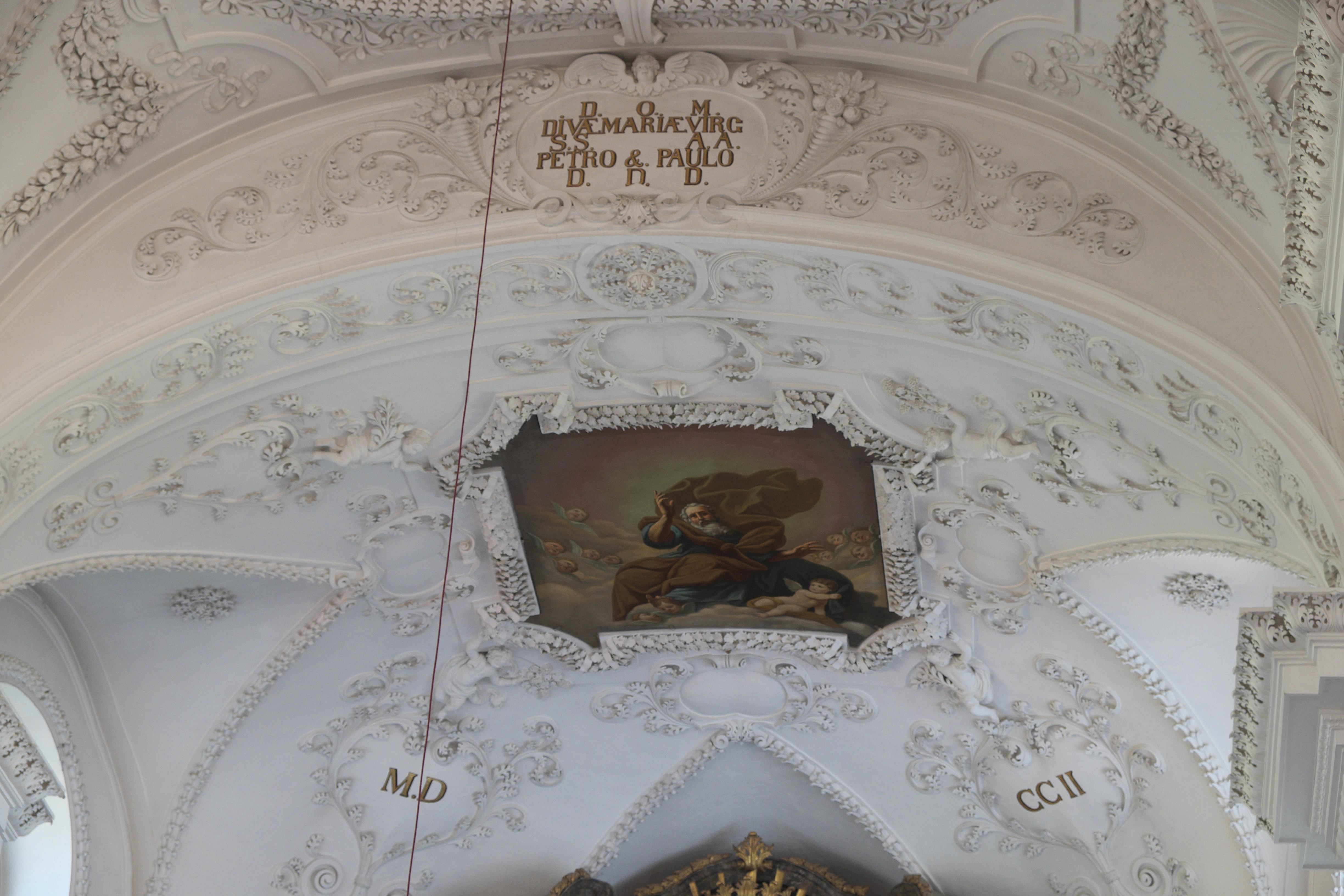
Stuckkartusche und Weihinschrift
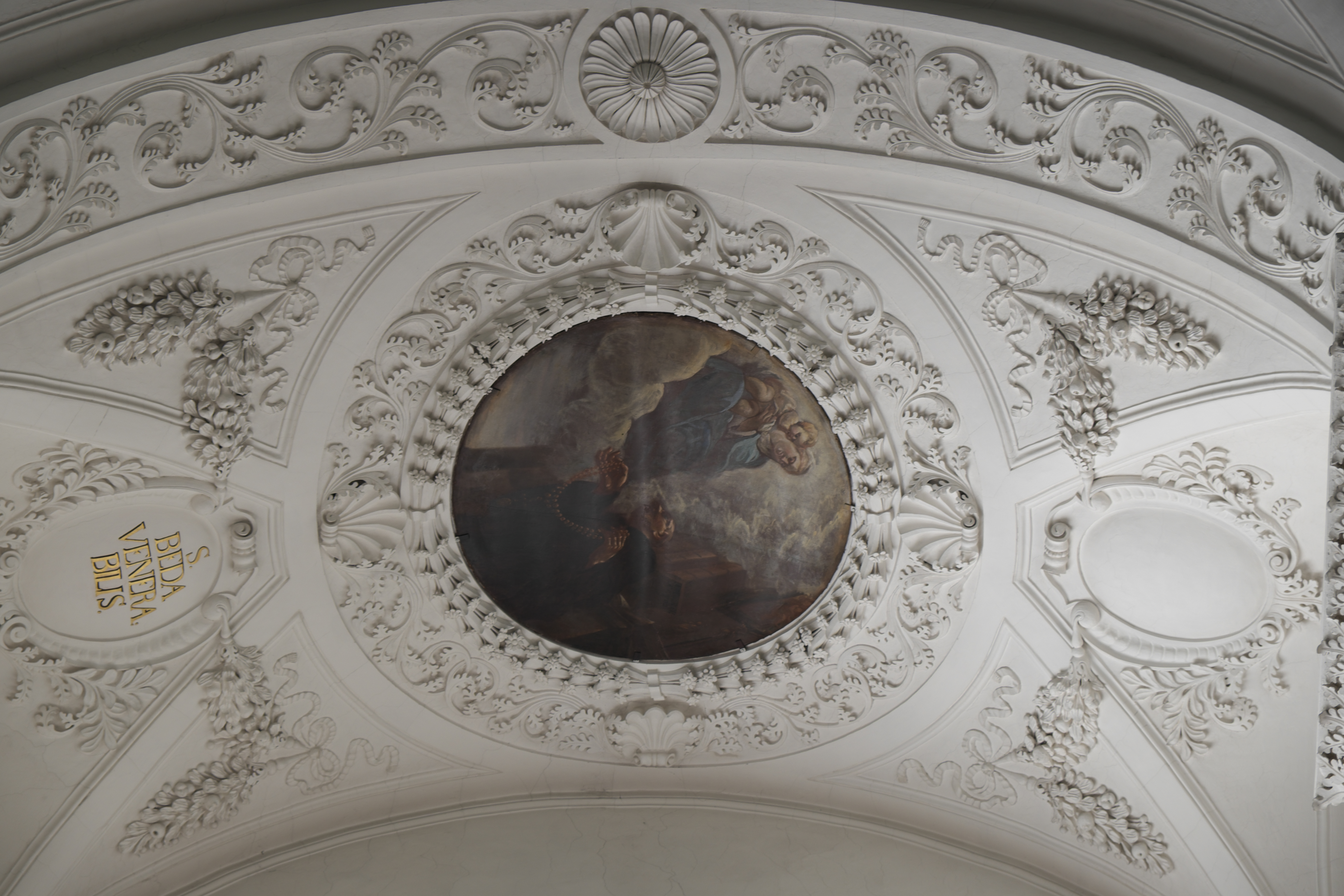
Stuckdekor mit der Darstellung von Beda Venerabilis
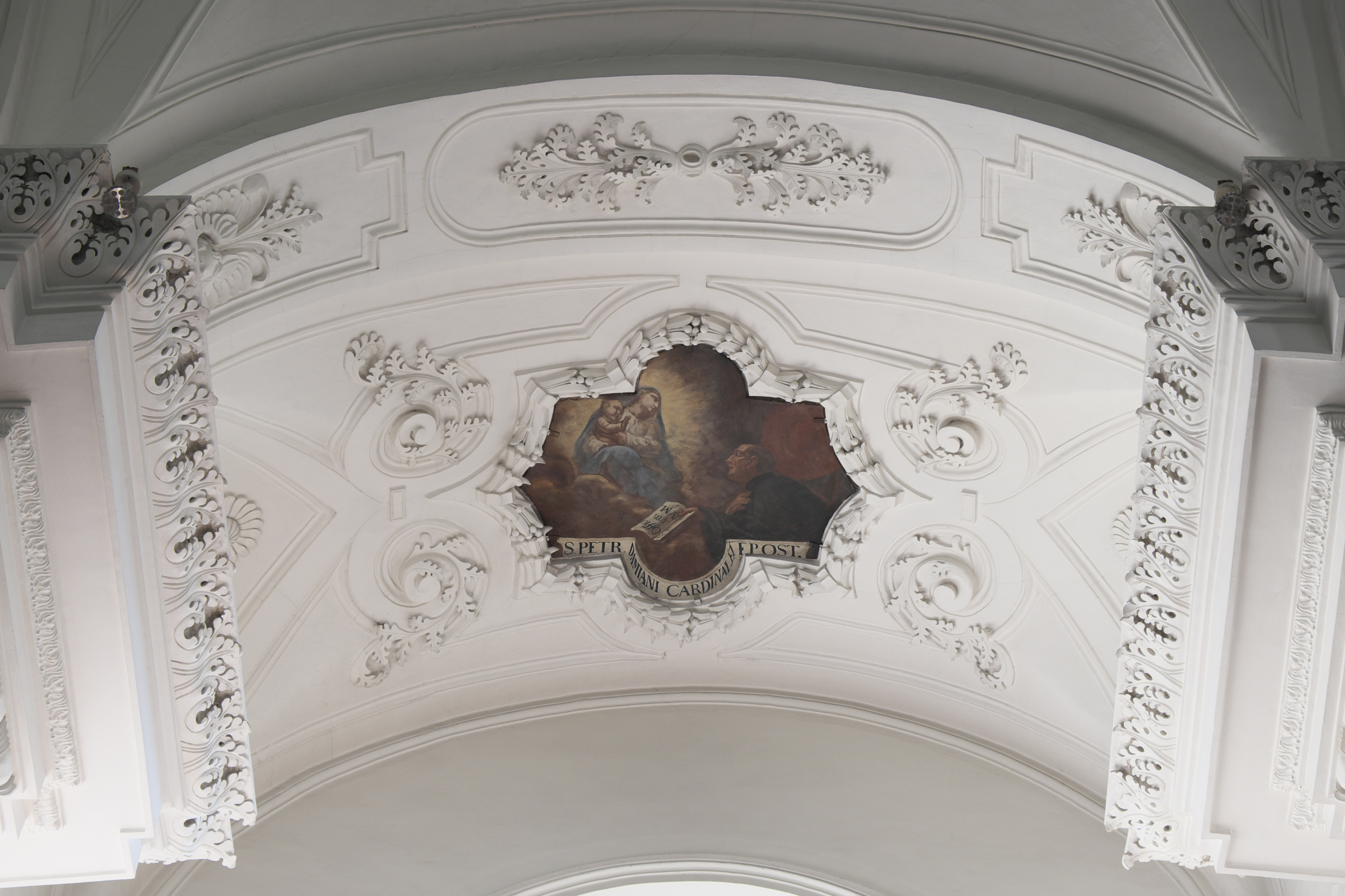
Stuckdekor mit der Darstellung von Fulbert von Chartres

## Decken- und Emporenbilder
Die Deckengemälde wurden um 1702/03 von dem Laienbruder Magnus Remy ausgeführt und sind teilweise signiert. Sie sind in Öl auf Leinwand gemalt und auf Holzrahmen gezogen. Die Bilder zählen zu den ältesten Deckengemäldezyklen in Schwaben. Es werden die Gründung des Klosters dargestellt, der Gründer des Benediktinerordens, der heilige Benedikt von Nursia, die Nebenpatrone, die Apostel Petrus und Paulus, die Katakombenheilige Eugenius, Faustus und Candidus, deren Reliquien in gläsernen Schreinen in den Altären der Kirche aufbewahrt werden, sowie von den Benediktinern besonders verehrte Heilige wie Bernhard von Clairvaux, Ildefons von Toledo, Rupert von Salzburg, Fulbert von Chartres, Beda Venerabilis, Meinrad von Einsiedeln, Johannes von Damaskus, Hermann der Lahme von der Reichenau und Petrus Damiani. Die Bilder an den Emporenbrüstungen im Langhaus stellen Szenen aus dem Leben des heiligen Benedikt von Nursia dar.

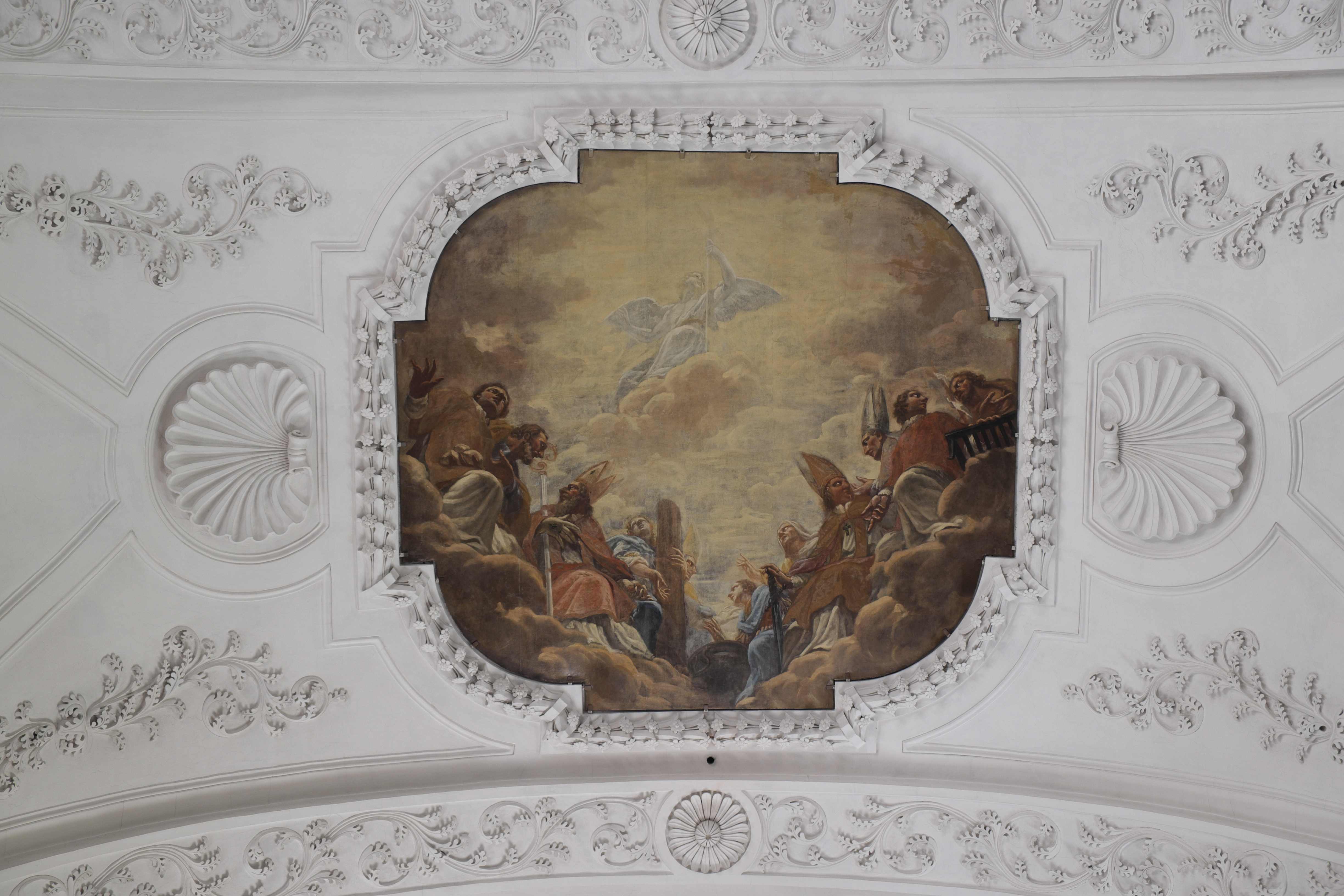
Heilige und Märtyrer
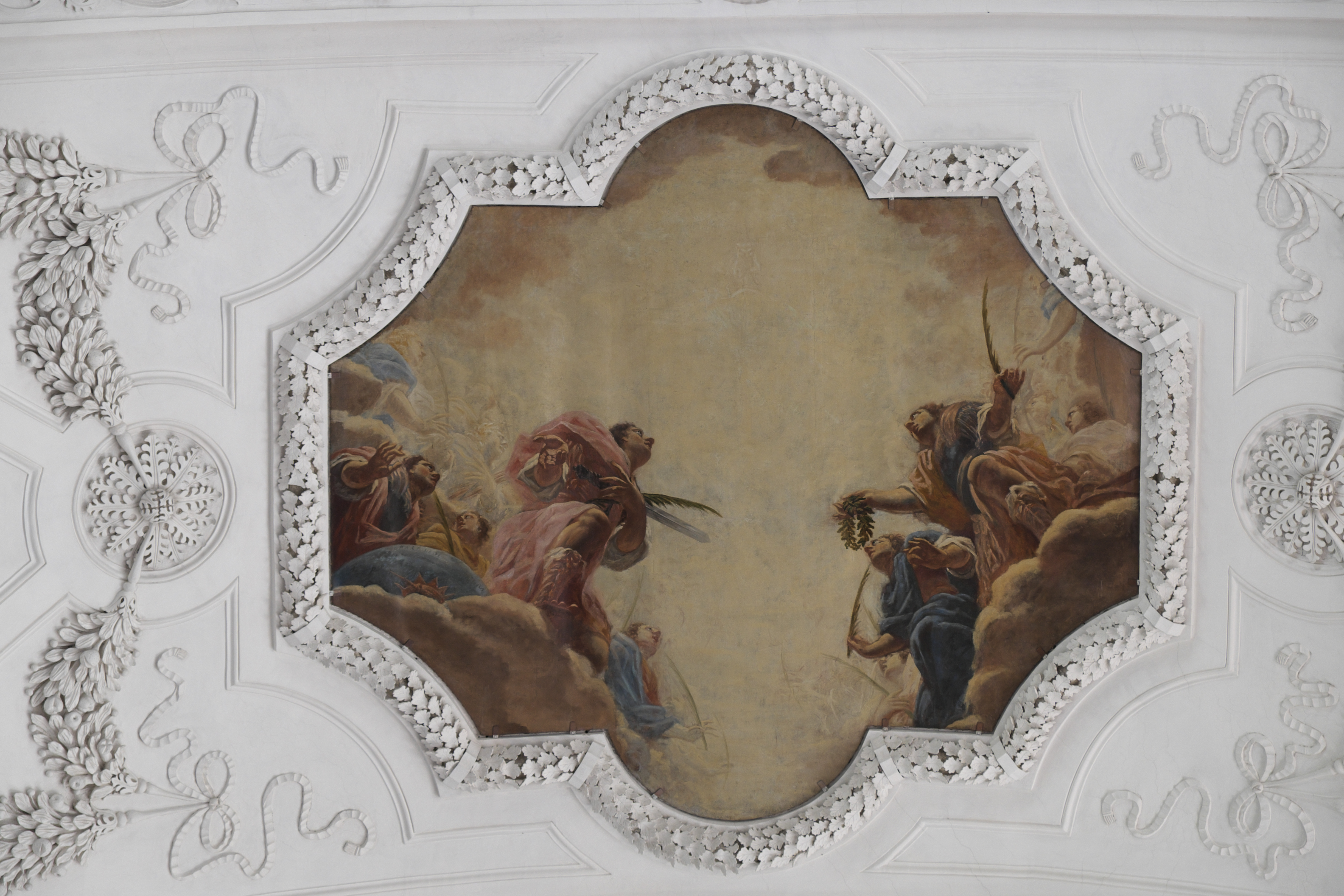
Katakombenheilige Eugenius, Faustus und Candidus
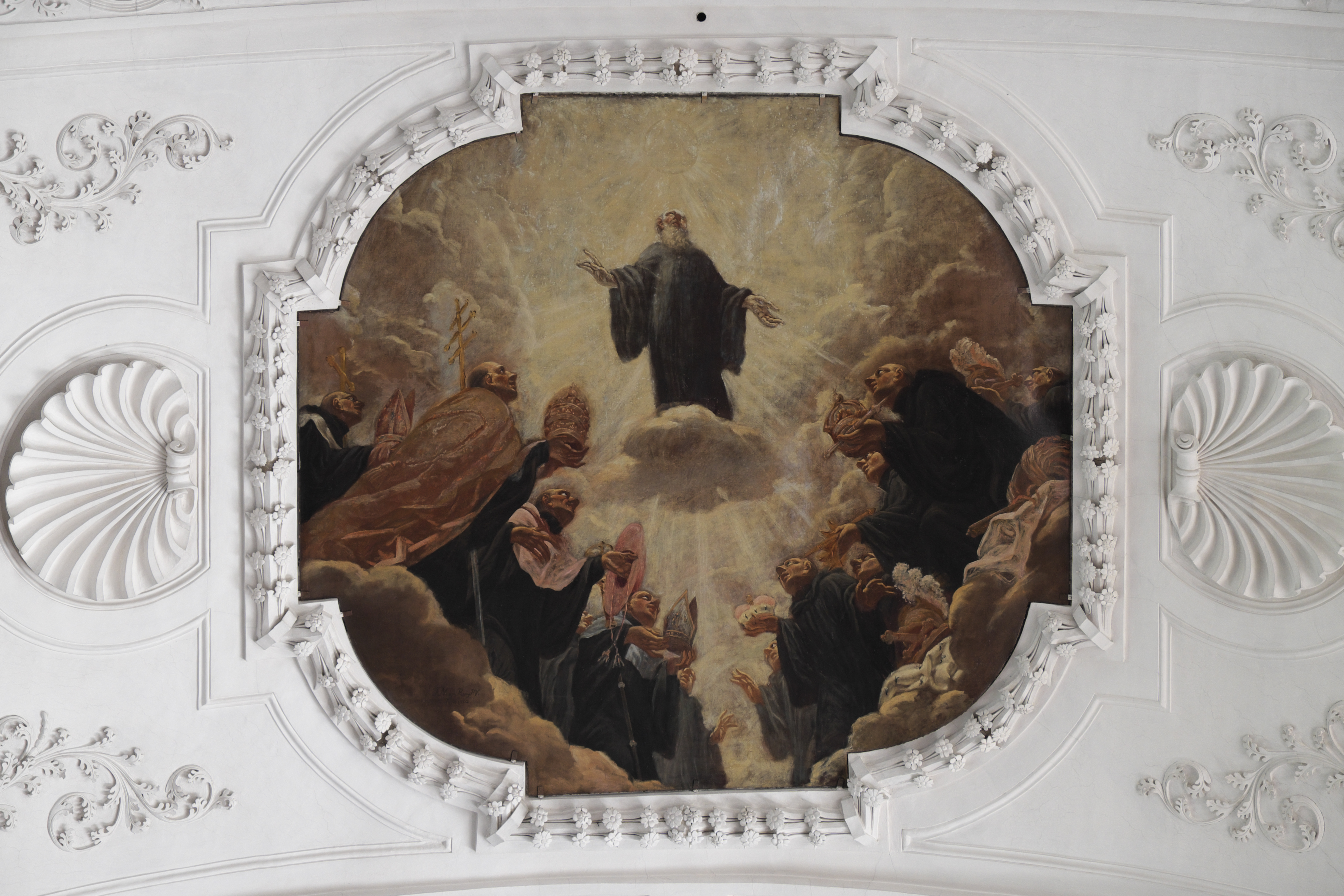
Verklärung des heiligen Benedikt
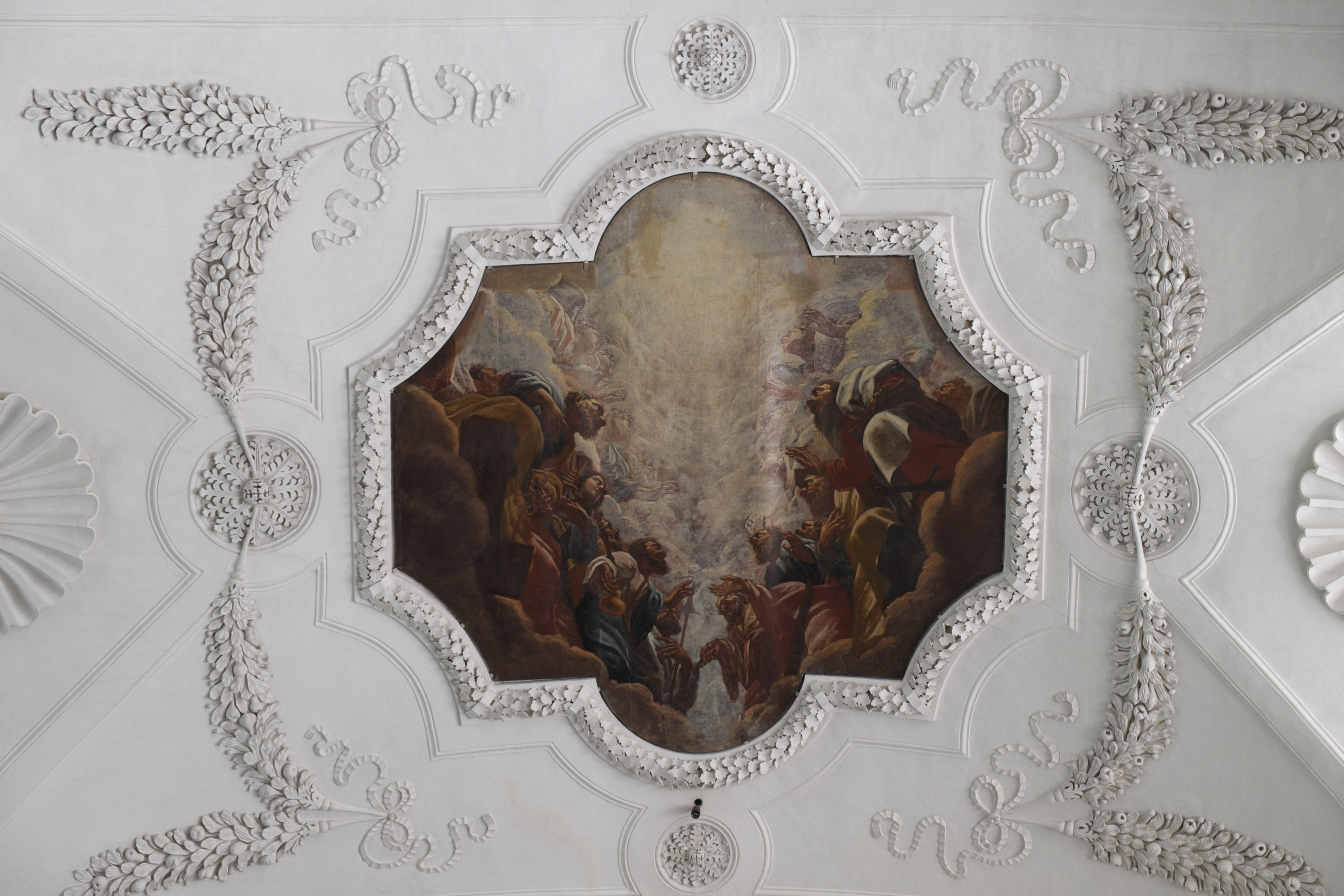
Apostel

## Ausstattung
- Die Schnitzfigur der Madonna mit Kind im Vorraum der Kirche, über dem Eingang zur Kapelle im Turmuntergeschoss, wird um 1520 datiert und dem Kemptener Bildhauer Jakob Maurus zugeschrieben.
- Der Kerkerheiland in der Kapelle ist eine Arbeit von Ignaz Hillenbrand und stammt aus der Zeit um 1735.

### Altäre

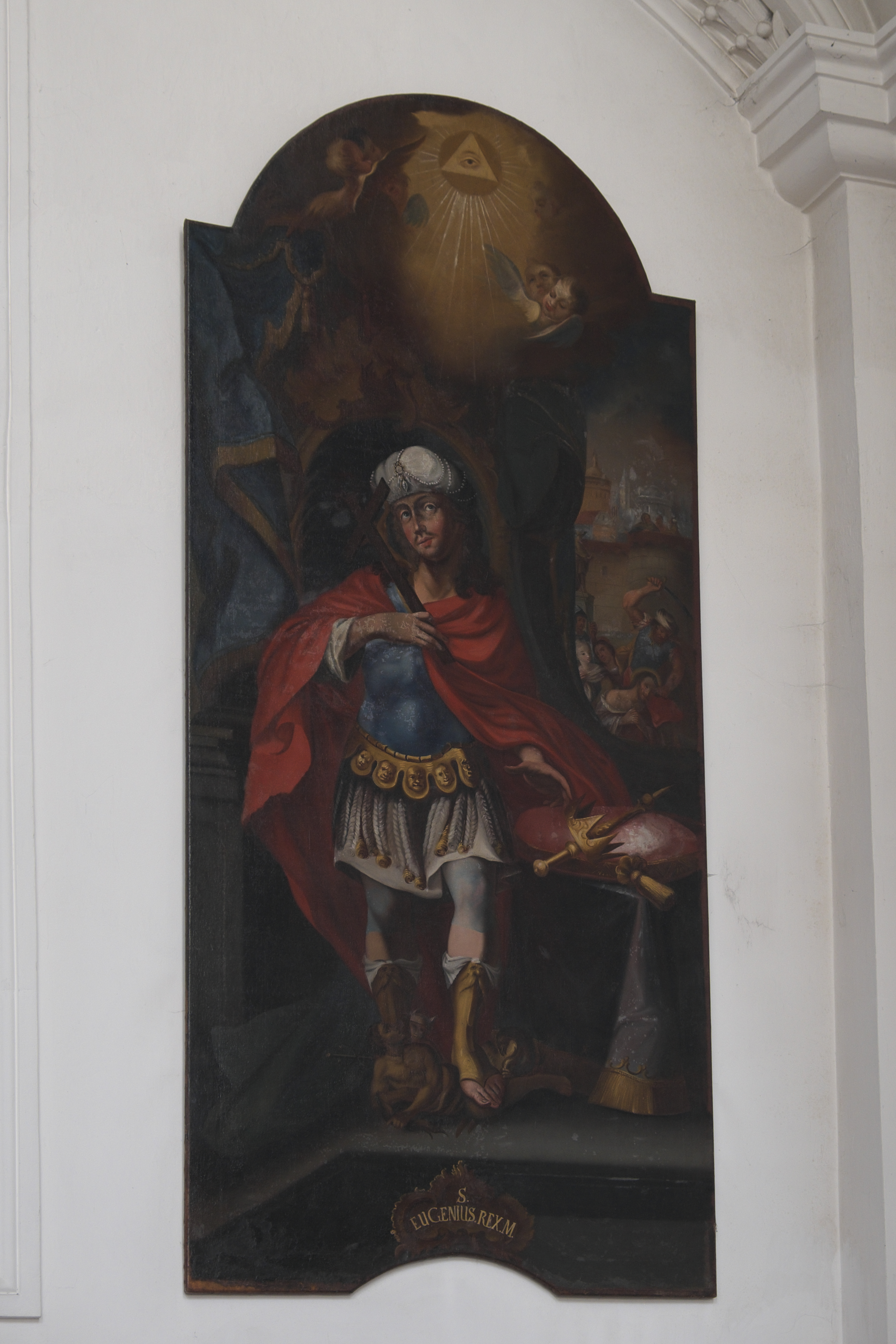
Gemälde des heiligen Eugenius für den Verschluss des Reliquienschreins im linken Seitenaltar

- Der Hochaltar, die beiden Seitenaltäre am Chorbogen und die Altäre der beiden ersten Kapellen wurden von dem Schreiner Johann Bergmüller und dem Bildhauer Ignaz Hillenbrand geschaffen. Der viersäulige Hochaltar von 1722 weist am Sockel die Reliefs der Evangelistensymbole auf, seitlich stehen die vergoldeten Figuren der Nebenpatrone Petrus und Paulus (innen) und des heiligen Benedikt und seiner Schwester, der heiligen Scholastika. Das Altarbild von Magnus Remy ist dem Patrozinium der Kirche gewidmet und stellt die Himmelfahrt Mariens dar.
- Der linke Altar birgt den Glasschrein mit den Reliquien des Katakombenheiligen Eugenius, das Gemälde an der Wand daneben kann als Verschluss des Schreins genutzt werden. Seitlich am Altar stehen die Pestheiligen Sebastian und Rochus.
- Die sitzende Madonna mit Kind im Strahlenkranz im linken Seitenaltar stammt aus der Zeit um 1510/20 und wird Christoph Scheller zugeschrieben. Als Assistenzfiguren stehen der heilige Dominikus und die heilige Katharina von Siena am Altar.
- Die Altäre der beiden ersten Kapellen weisen ebenfalls gläserne Schreine auf. Sie enthalten im linken Altar die Reliquien des heiligen Faustus und im rechten Altar die Reliquien des heiligen Candidus.

### Fastentücher

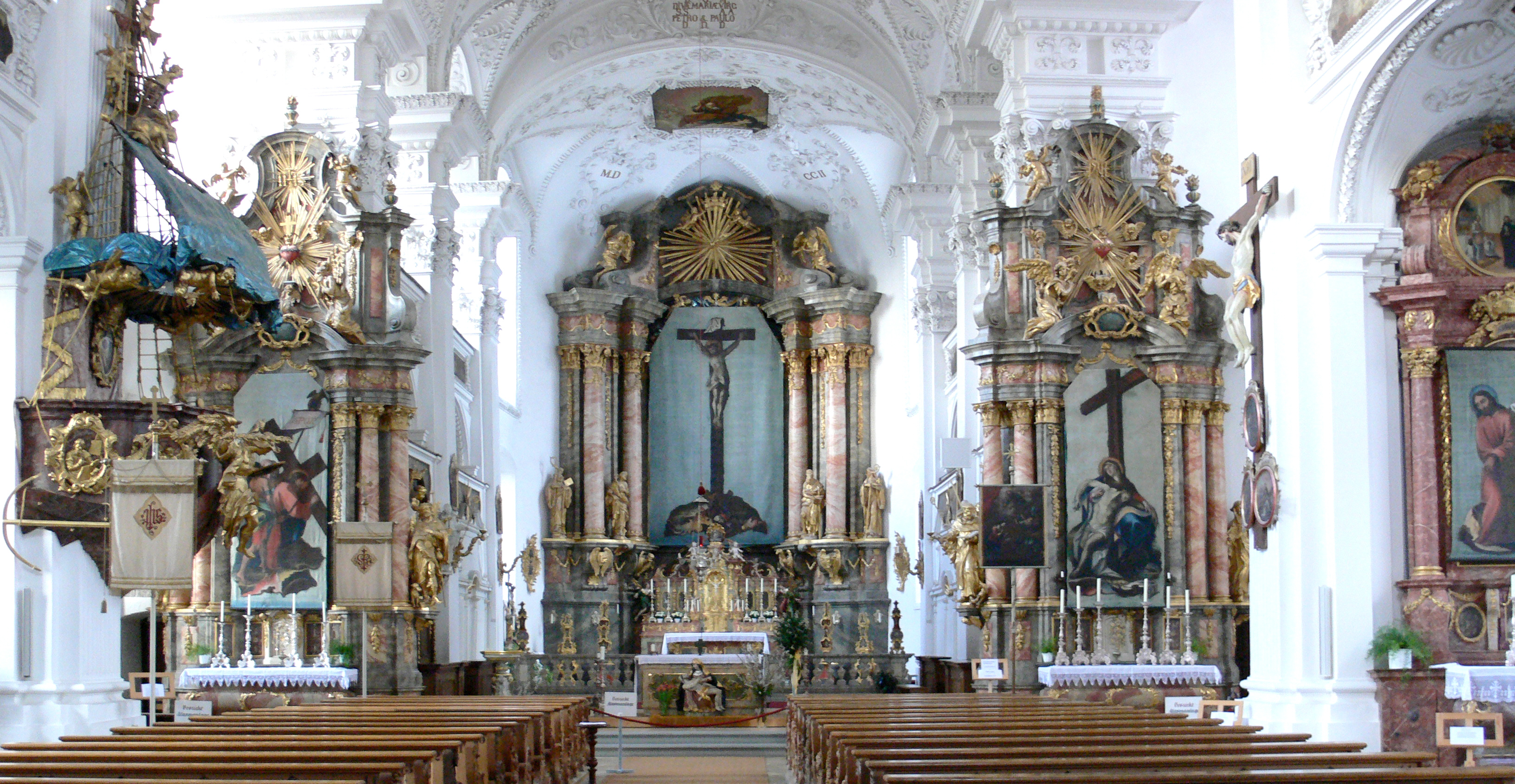
Mit Fastentüchern verhüllte Altäre während der Fastenzeit

Fastentücher, auch Hungertücher genannt, gehen auf eine Tradition des Mittelalters zurück, während der Fastenzeit Altäre und Kruzifixe zu verhüllen. Die Irseer Fastentücher waren bis in die 1960er Jahre in Gebrauch und gerieten danach in Vergessenheit. Im Jahr 2000 wurden sie wiederentdeckt und nach ihrer Restaurierung im Jahr 2007 wieder ausgestellt.
Die neun Fastentücher werden ins 18. Jahrhundert datiert und stellen die Stationen der Leidensgeschichte Jesu dar: Der Abschied Jesu von seiner Mutter, Jesus am Ölberg, der Judaskuss, Gefangennahme Jesu, Geißelung, Dornenkrönung, Kreuztragung, Kreuzigung und Kreuzabnahme. Die Tücher weisen den Altären entsprechend unterschiedliche Formate auf. Das Hochaltartuch mit der Darstellung der Kreuzigung erreicht eine Höhe von sieben Metern und eine Breite von drei Metern. Man vermutet, dass Magnus Remy, der auch das Gemälde des Hochaltars und die Decken- und Emporenbilder schuf, die Fastentücher gestaltet hat.

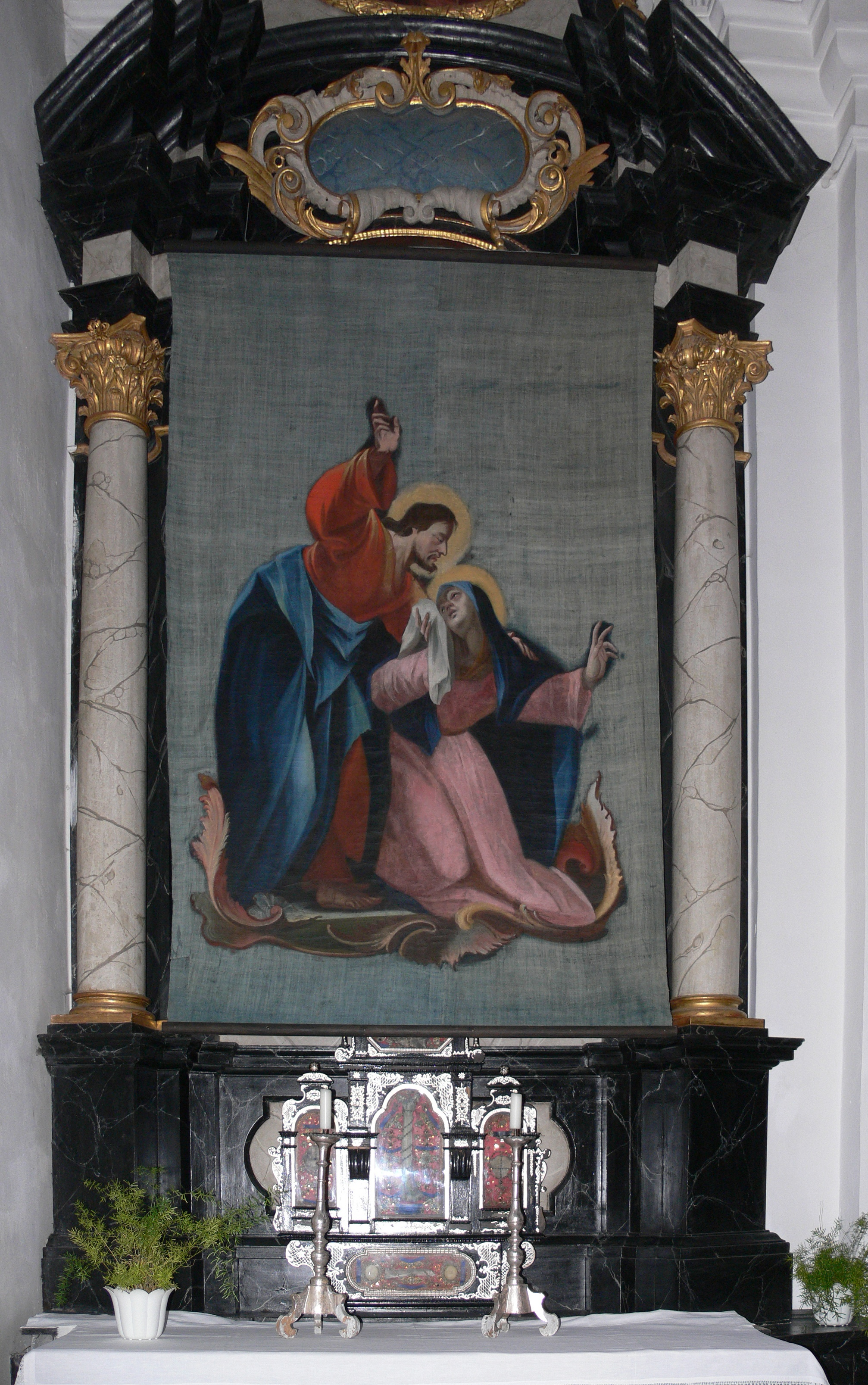
Jesus nimmt Abschied von seiner Mutter
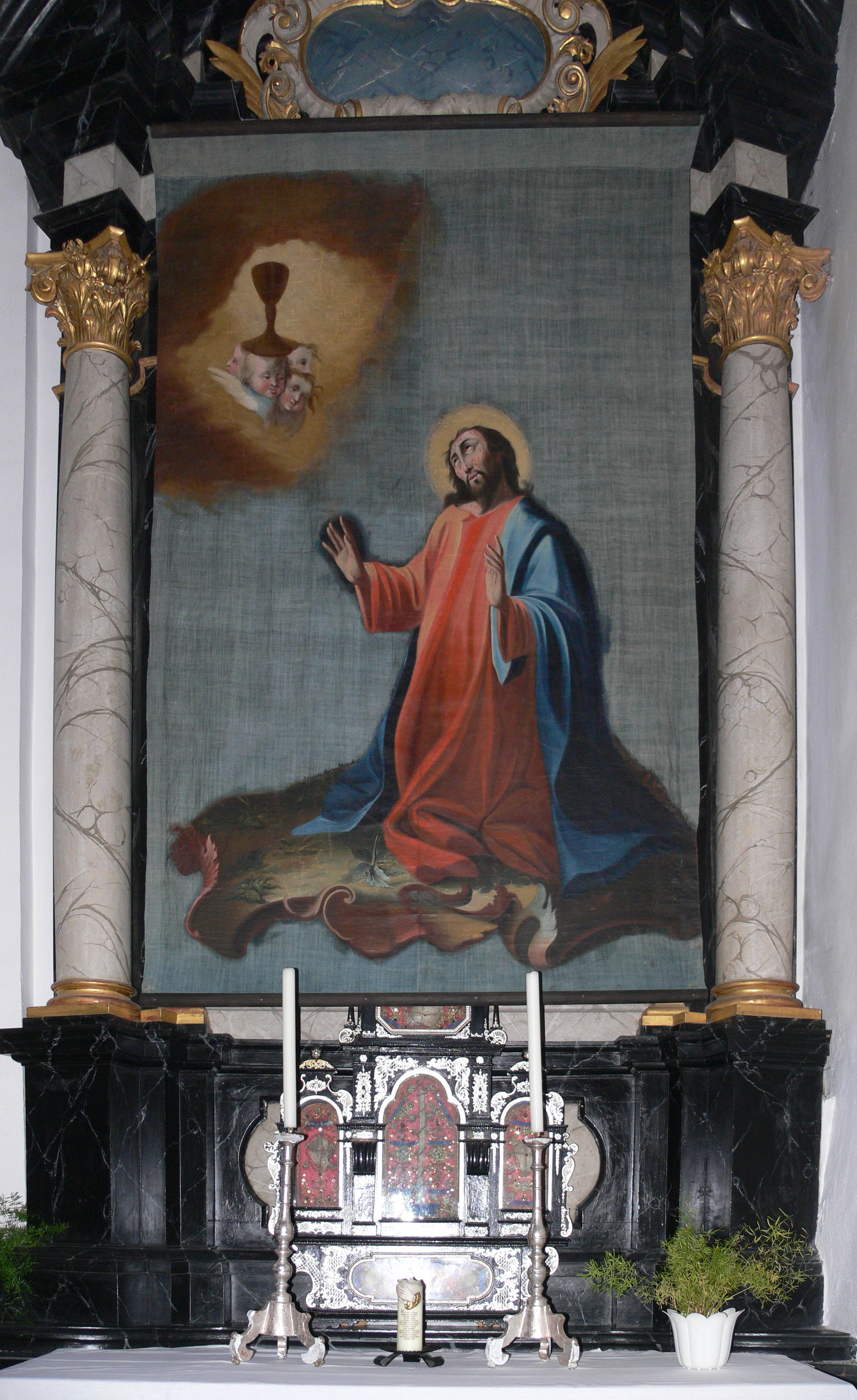
Jesus am Ölberg
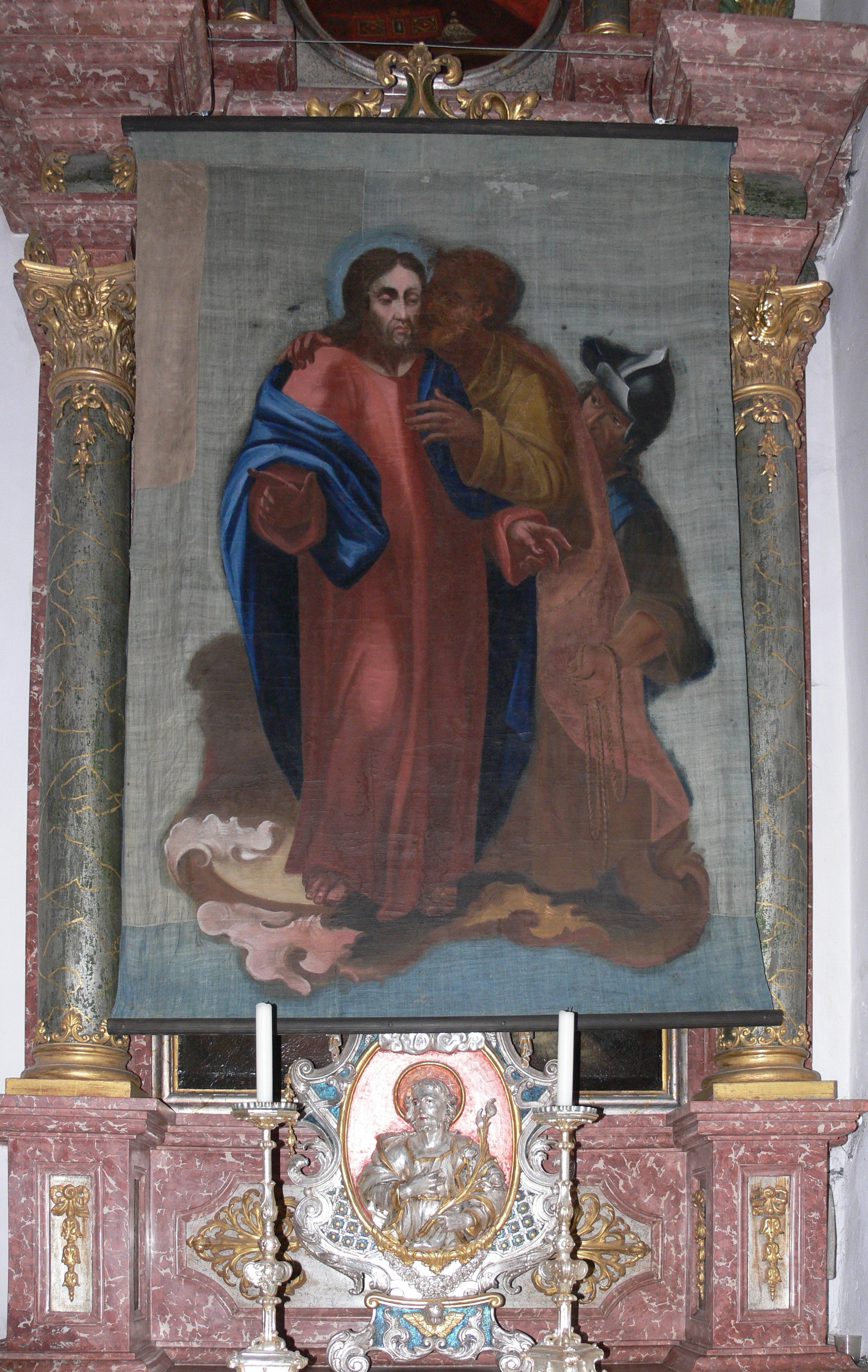
Judaskuss
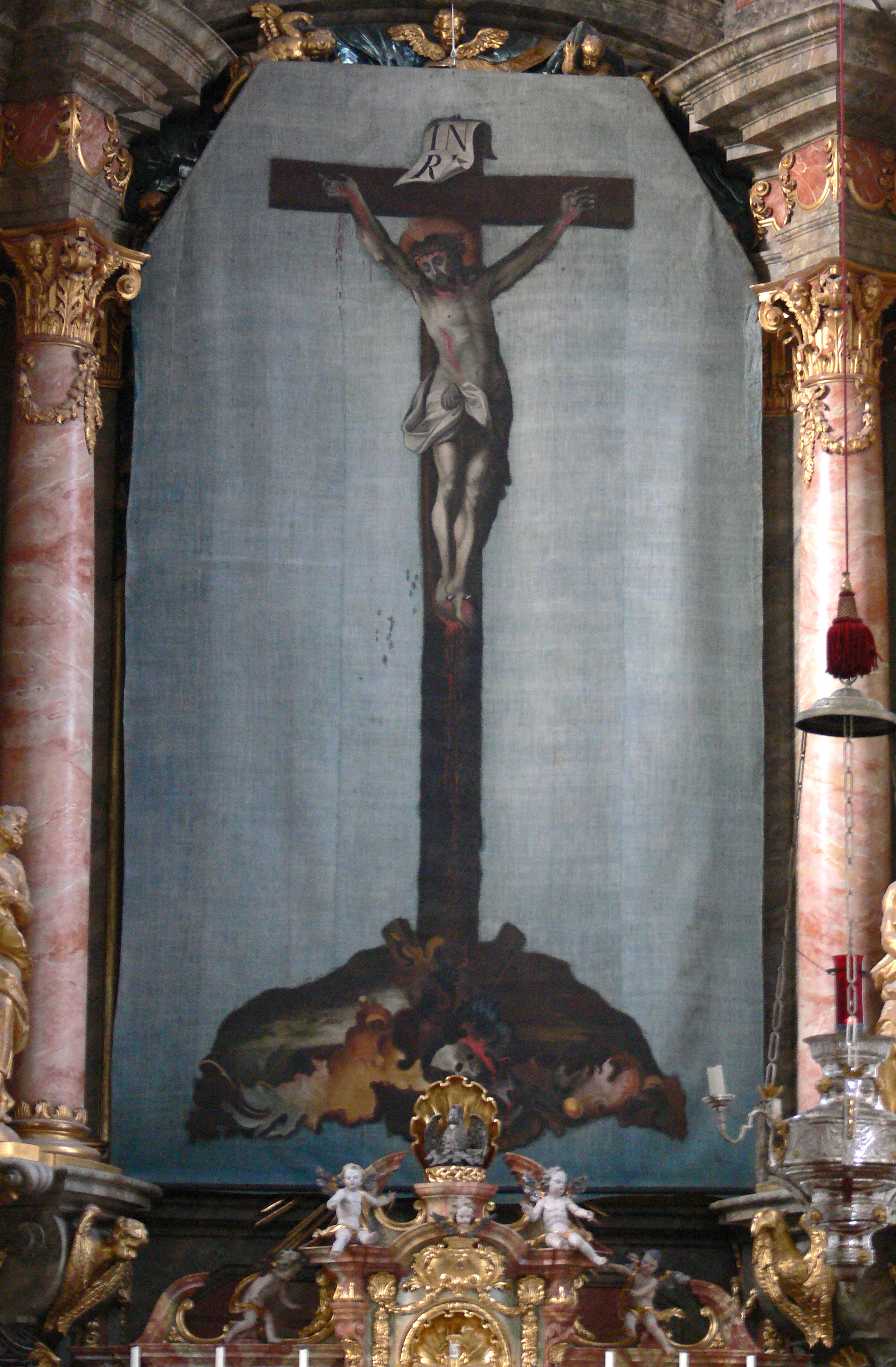
Kreuzigung

### Schiffskanzel
Eine Besonderheit stellt die 1724/25 von Ignaz Hillenbrand geschaffene Schiffskanzel dar. Der Kanzelkorb in Form eines Schiffsbuges soll an das Fischerboot des Apostels und „Menschenfischers“ Petrus, des zweiten Patrons der Kirche, erinnern. An der Seite ist ein Anker, das Symbol der Hoffnung, angebracht. An der Spitze sieht man eine vergoldete Figur des Erzengels Michael mit dem Flammenschwert in der rechten und einem Schild mit der Aufschrift „Quis ut Deus“ (Wer ist wie Gott) in der linken Hand. Über dem Schalldeckel ist ein Segel aufgezogen, dahinter ragt ein Mastbaum mit Tauwerk, Mastkorb und einem weiteren Segel in die Höhe. An den Seilen betätigen sich Engelsputten. Das Wappen des 1724 gewählten Papstes Benedikt XIII. aus dem römischen Adelsgeschlecht der Orsini, das an der Kanzelrückwand angebracht ist, wird als Anspielung auf den Namen der Stifterfamilie Ursin-Ronsberg verstanden.

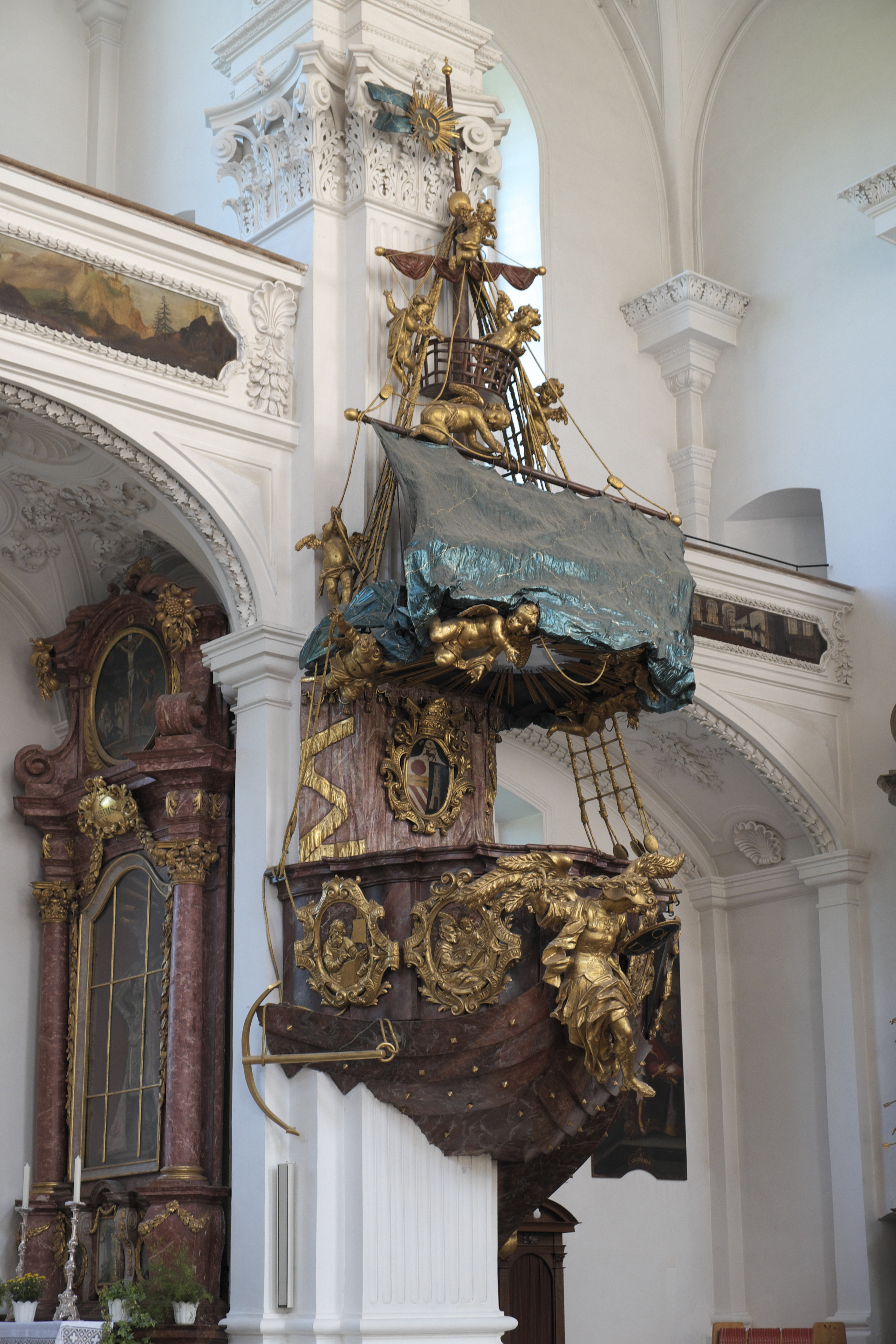
Schiffskanzel
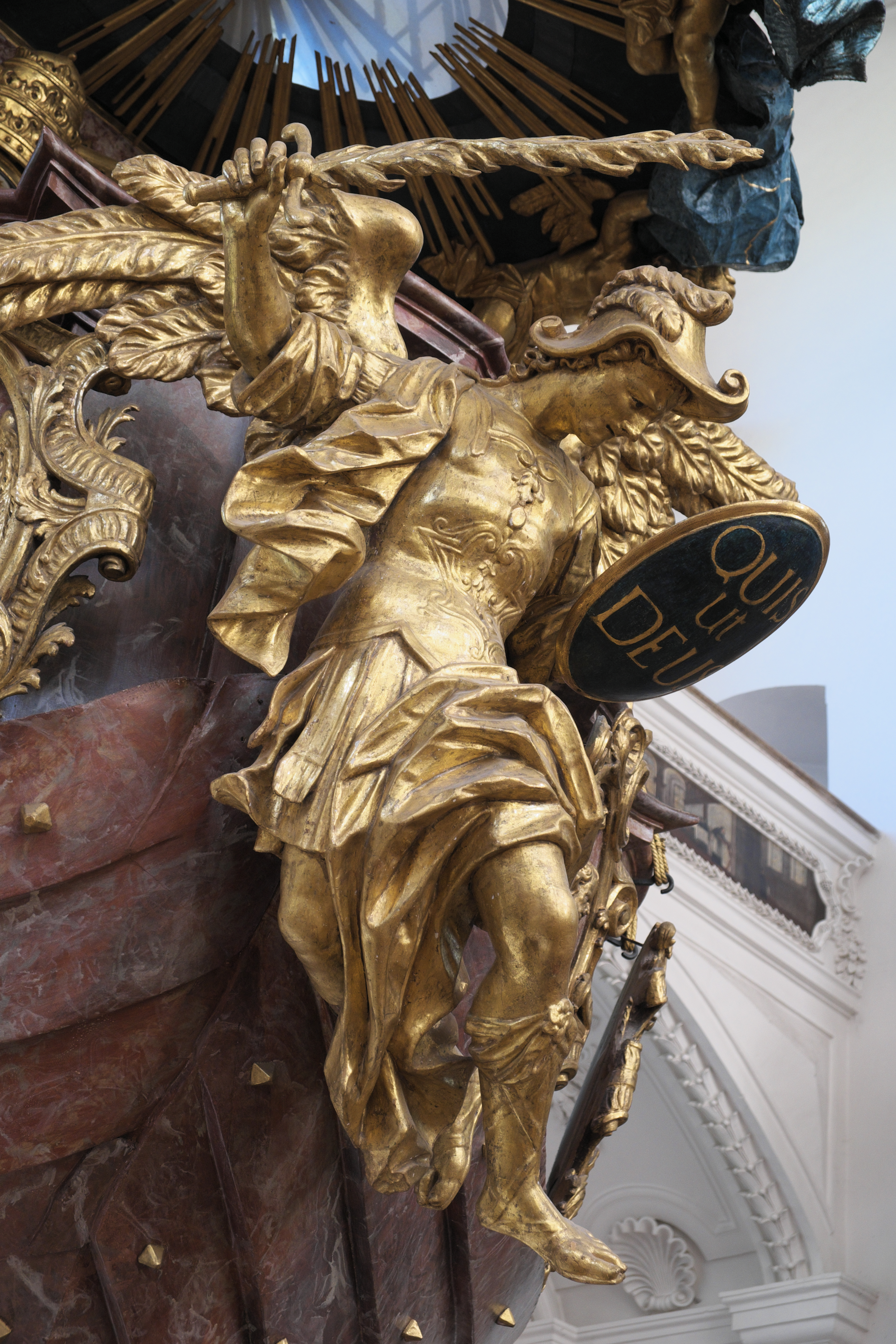
Erzengel Michael

### Kirchengestühl
Das Kirchengestühl besitzt außergewöhnliche, aus Eichenholz geschnitzte Wangen. Die ersten vier Reihen sind Nachbildungen des 19. Jahrhunderts, die letzten drei Reihen stammen aus dem 20. Jahrhundert. Die Reihen 15 bis 21 sind die ältesten und wurden um 1705 angefertigt, die Reihen fünf bis 14 werden um 1715 datiert. Auf allen Wangen sind Putten in unterschiedlichen Ansichten dargestellt, kniend, sitzend, spielend, manche pflücken Trauben.

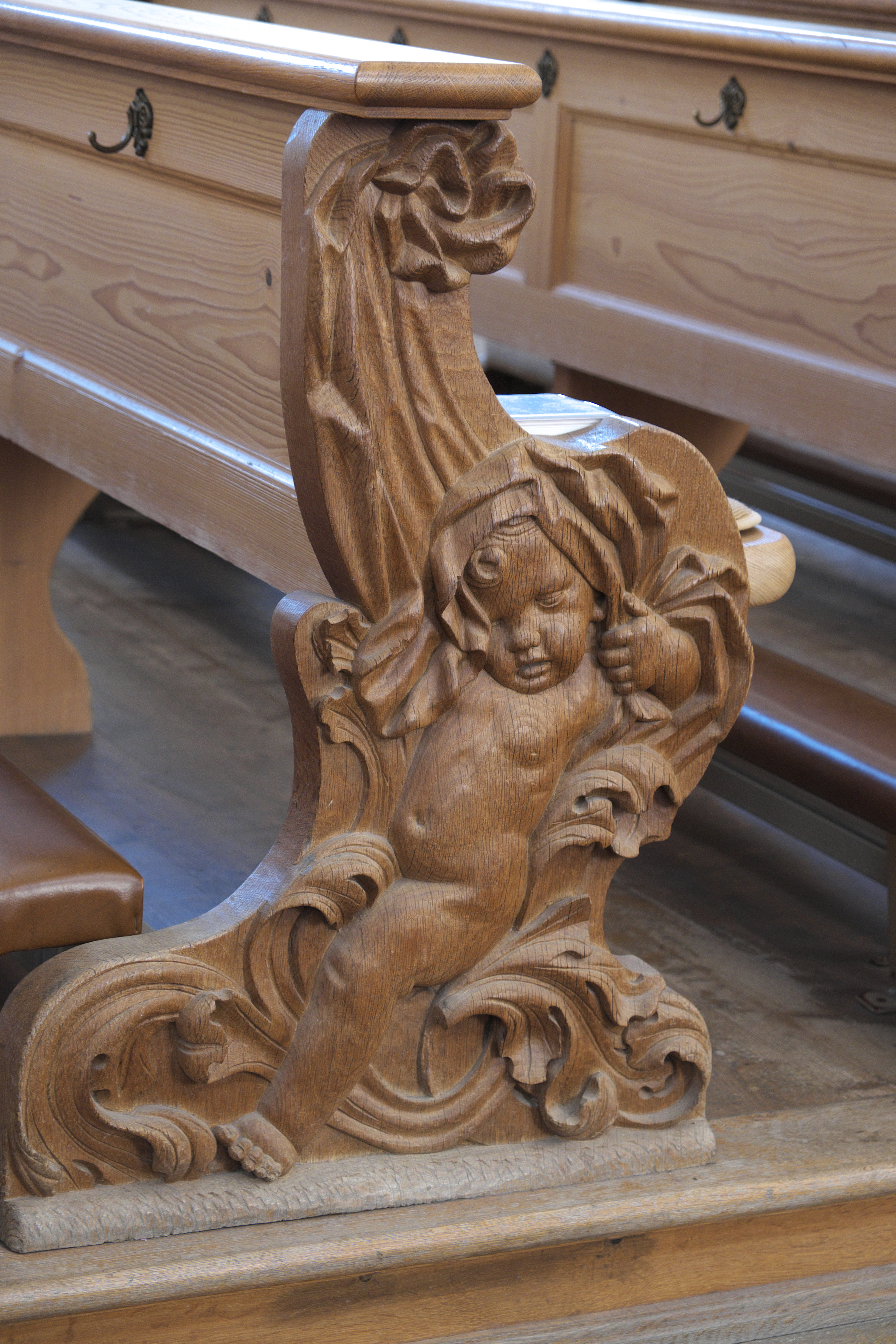
Kirchstuhlwange
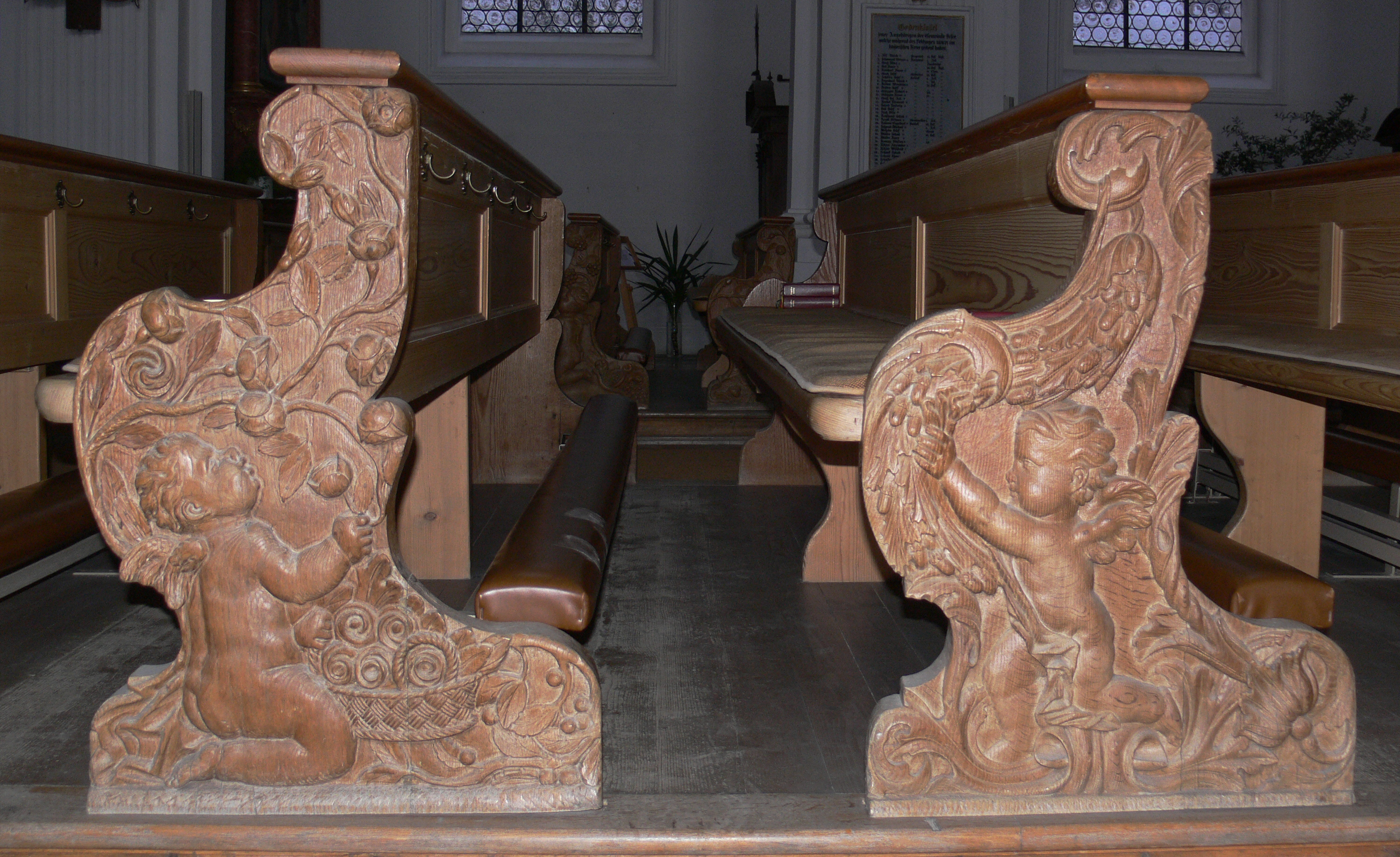
Kirchstuhlwangen
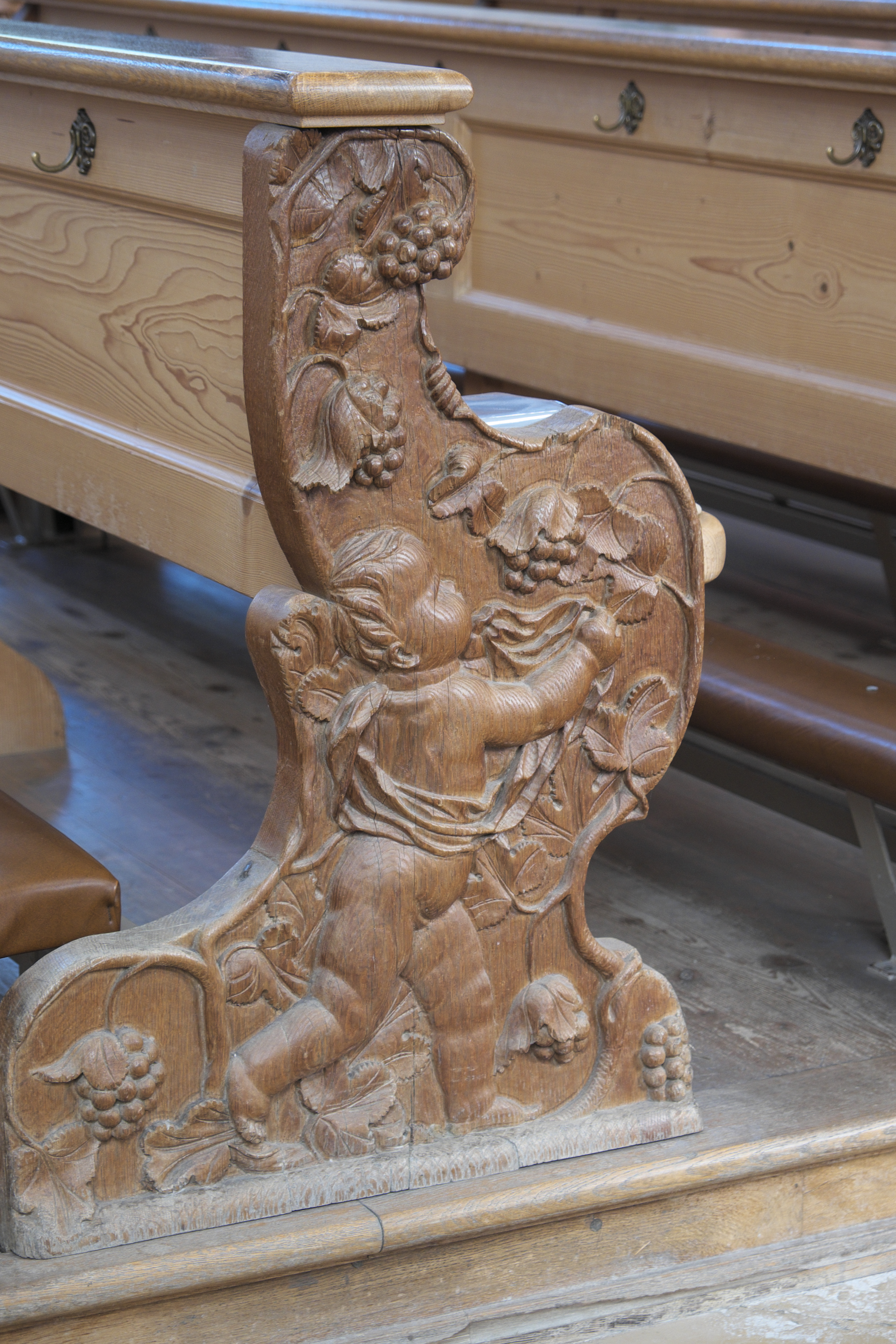
Kirchstuhlwange

## Orgel

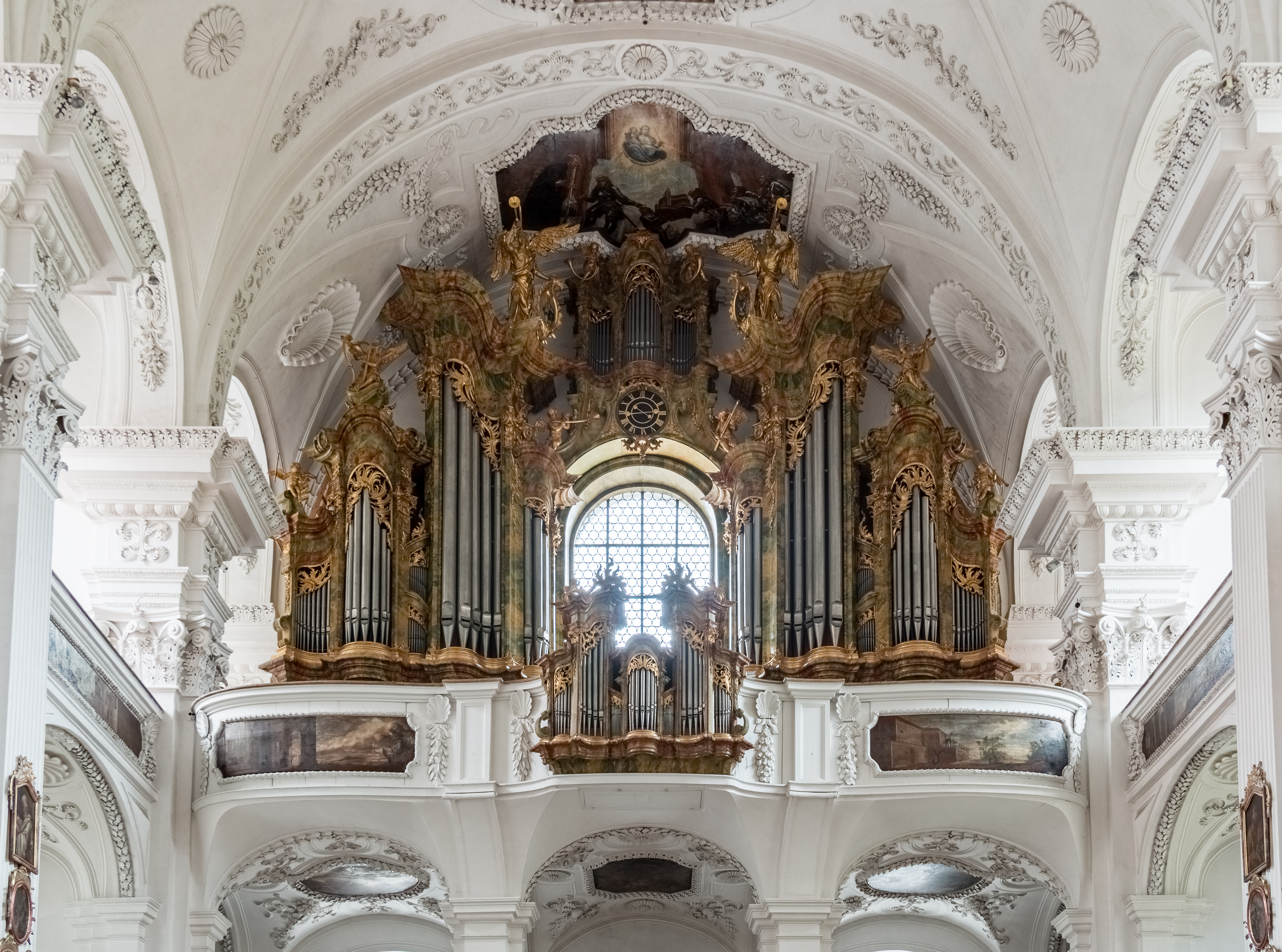
Orgelprospekt mit Rückpositiv

Die Orgel der Klosterkirche wurde in den Jahren 1752 bis 1754 von dem Orgelbauer Balthasar Freiwiß erbaut und ist weitgehend original erhalten. Es handelt sich dabei um eine Fensterorgel, deren Prospekt mit seinem geschnitzten Rocailledekor das Mittelfenster der Westfassade umgibt. Das Instrument hat 31 Register auf zwei Manualen und Pedal.
| I Hauptwerk C–c3 |                 |       |
| 1.               | Principal       | 16′   |
| 2.               | Principal       | 08′   |
| 3.               | Gamba forte     | 08′   |
| 4.               | Copl            | 08′   |
| 5.               | Quintadena      | 08′   |
| 6.               | Octav           | 04′   |
| 7.               | Spiz-Flöte      | 04′   |
| 8.               | Rohr-Flöte      | 04'   |
| 9.               | Copl-Flöte      | 04′   |
| 10.              | Sesquialtera II | 2 ⁄3′ |
| 11.              | Mixtur IX       | 02′   |
| 12.              | Cymbalum IV     | 2 ⁄3′ |
| 13.              | Trompete        | 08′   |

| II Rückpositiv C–c3 |                     |    |
| 14.                 | Copl                | 8′ |
| 15.                 | Flute douce (ab c1) | 8′ |
| 16.                 | Salicional          | 8′ |
| 17.                 | Principal           | 4′ |
| 18.                 | Fugara              | 4′ |
| 19.                 | Floete              | 4′ |
| 20.                 | Super-Octav         | 2′ |
| 21.                 | Mixtur III          | 1' |

| Pedal C–f0 |                 |        |
| 22.        | Principal-Bass  | 16′    |
| 23.        | Sub-Bass (C–H)  | 16′    |
| 24.        | Porduen-Bass    | 16′    |
| 25.        | Octav-Bass      | 08′    |
| 26.        | Violon Bass     | 08′    |
| 27.        | Quint Bass      | 5 1⁄3′ |
| 28.        | Hohlflaute      | 04′    |
| 29.        | Cornet XI (C–H) | 04′    |
| 30.        | Posaune         | 16′    |
| 31.        | Fagot           | 08′    |

- Koppeln: Manual-Coppelzug, Coppelzug I/P
- Stimmung: Kirnberger III

## Epitaphien

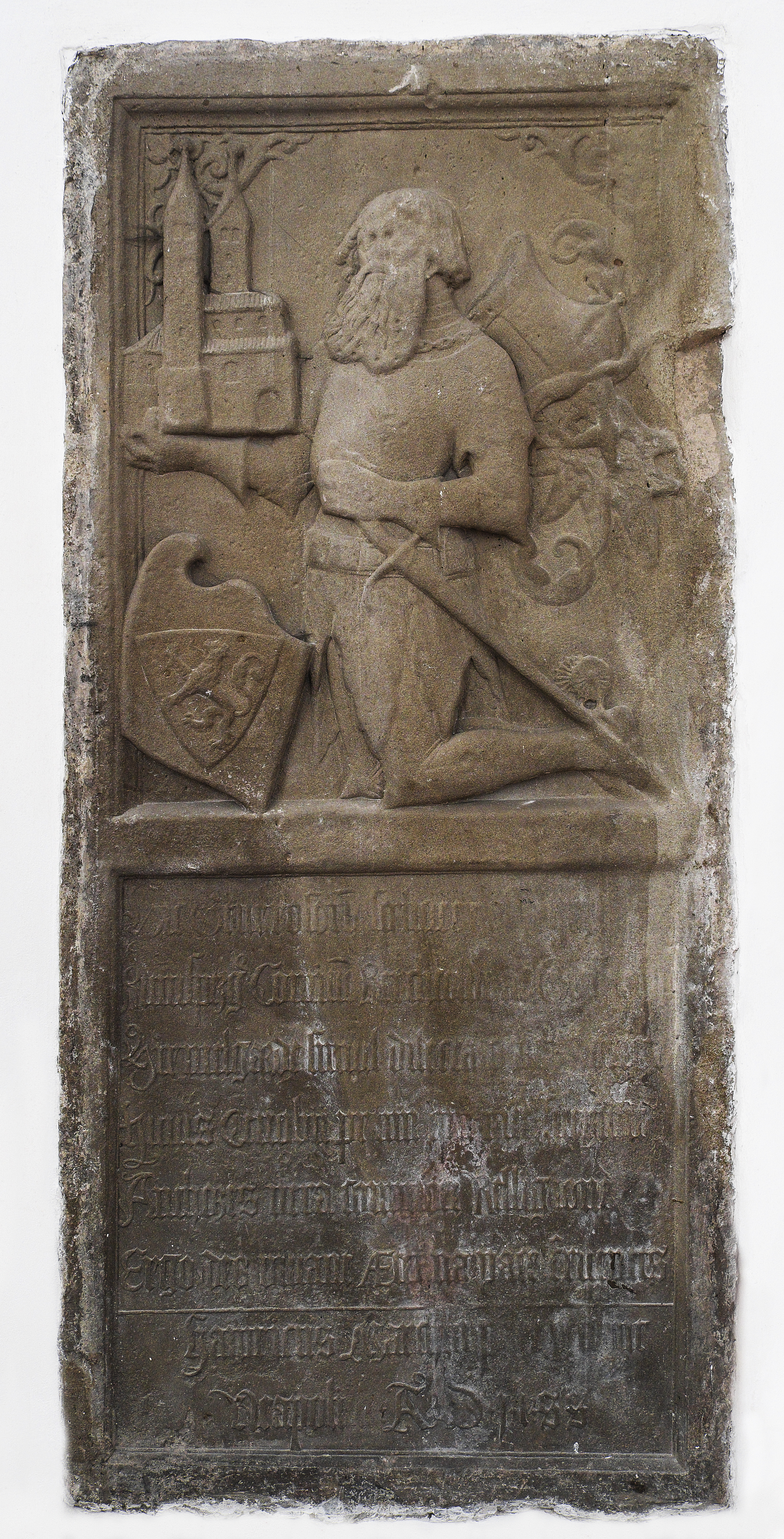
Epitaph für Heinrich von Ursin-Ronsberg

Im Jahr 1860 wurden zahlreiche Grabmäler und Epitaphien von Irseer Äbten und adeligen Familien in der Vorhalle unter der Westempore aufgestellt. Eine 1543 geschaffene Sandsteinplatte stellt den 1191 gestorbenen Markgrafen Heinrich von Ursin-Ronsberg kniend und in Rüstung mit einem Modell der Klosterkirche dar. Er wird als Klostergründer verehrt und war der Namensgeber des Ortes Irsee.